# Max von Widnmann
Max von Widnmann (16 de outubro de 1812 - 3 de março de 1895) foi um escultor e professor alemão da Academia de Belas Artes de Munique.

## Vida e carreira
Max von Widnmann nasceu em Eichstätt, o caçula de três filhos de Franz Amand Widnmann, que ocupou os cargos de médico da corte, cidade e regional, e sua mulher Maximiliana, que era viúva de Franz Seraph Ulrich, que também tinha ocupado consultas como médico local e da cidade. Depois de frequentar o ginásio em Eichstätt, onde já mostrou aptidão para desenhar e pintar, ele entrou na Academia de Belas Artes de Munique em 1825. Lá ele estudou com Ludwig Michael Schwanthaler, entre outros. Seus professores permitiram que ele fosse para Roma de 1836 a 1839, e lá ele estudou e tornou-se amigo de Bertel Thorvaldsen, que já era um escultor bem conhecido. Depois de voltar de Roma, Widnmann tornou-se um artista independente em Munique, onde Ludwig I logo começou a encomendar trabalhos dele, incluindo bustos de retrato para o Templo de Valhala perto de Regensburg. Ferdinand von Miller lançou muitas de suas esculturas em bronze.
Em 1849, Widnmann tornou-se professor na Academia de Belas Artes. Aposentou-se em 1887.
As estátuas de Widnmann projetaram um ar de dignidade que apelou aos seus contemporâneos e lhe trouxe muitas comissões; no entanto, seus trabalhos menores, como os bustos, têm sido considerados mais artisticamente bem sucedidos.